# Захарченко, Наталья Иосифовна
Наталья Иосифовна Захарченко (укр. Наталія Йосипівна Захарченко; 3 июля 1907 — 22 марта 1992, Киев) — украинская советская оперная певица (сопрано), музыкальный педагог, профессор Киевской консерватории по классу вокала, заслуженная артистка УССР.
Солистка Киевского театра оперы и балета в 1931—1955 годах.
С 1953 года — преподаватель и профессор Киевской консерватории.
Среди её учеников — Мария Стефюк, народная артистка СССР, Герой Украины.
В память об Н. Захарченко в Киеве в здании Национальной муэыкальной академии Украины, возле класса, где она преподавала, по ул. Архитектора Городецкого установлена мемориальная доска.